# Michail Tonkonogi
Michail Tonkonogi, född 1967, i Lviv, är  en svensk  professor i medicinsk vetenskap med inriktning idrottsfysiologi vid Högskolan Dalarna sedan 2009. Han forskar kring effekter av fysiskt arbete och på reglering av energiproduktion i muskler. Han och sjukgymnasten Helena Bellardina har utvecklat ett koncept för fettbränning: Fatrex, Fat Reducing Excercise, ungefär "fettminskande träning". Det bygger på styrketräning, fettförbränningsträning, träning av fettförbränningsförmågan och en proteinrik men kalorisnål diet.
Michail Tonkonogi disputerade 2000 vid Karolinska Institutet.